# 前493年
| 千纪： | 前1千纪 |
| 世纪： | 前6世纪 \| 前5世纪 \| 前4世纪 |
| 年代： | 前520年代 \| 前510年代 \| 前500年代 \| 前490年代 \| 前480年代 \| 前470年代 \| 前460年代 |
| 年份： | 前498年 \| 前497年 \| 前496年 \| 前495年 \| 前494年 \| 前493年 \| 前492年 \| 前491年 \| 前490年 \| 前489年 \| 前488年                                                                                             |
| 纪年： | 周敬王二十七年 魯哀公二年 齊景公五十五年 晉定公十九年 秦惠公八年 楚昭王二十三年 宋景公二十四年 卫灵公四十二年 陳湣公九年 蔡昭侯二十六年 曹伯阳九年 郑声公八年 燕简公十二年 吴王夫差三年 越王勾踐四年 杞僖公十三年 |

## 大事記
- 春，季孫斯、叔孫州仇、仲孫何忌率軍攻打邾國，準備先進攻絞地。邾國人愛惜絞地的土地，用漷、沂兩地的土田作為賄賂，在句繹和叔孫州仇、仲孫何忌結盟。
- 晋国与郑国交兵。
- 晉國范氏、中行氏滅亡，士吉射與中行寅逃亡齊國。
- 孔子離開衛國，經曹國前往宋國、鄭國、陳國。
- 卫出公继位。
- 楚国攻蔡国，蔡国在吴国的帮助下迁都。
- 勾践、范蠡入吴为奴。
- 羅馬共和國與拉丁同盟結盟，即卡西烏斯條約。
- 雅典重要的港口，比雷埃夫斯建立。

## 逝世
- 四月——卫灵公，卫国国君